# Croton nubigenus
Espèce
Croton nubigenus est une espèce de plantes à fleurs du genre Croton et de la famille des Euphorbiaceae présente du Honduras au Nicaragua.